# Památník Lidice
Památník Lidice připomínající vyhlazení Lidic nacisty za druhé světové války byl zbudován v místech nad bývalou obcí
Lidice u příležitosti dvacátého výročí události v roce 1962. Památník tvoří kruhový objekt, v jehož ochozech se nachází muzeum zrekonstruované v roce 2006 do moderní podoby, které získalo mnoho ocenění, mimo jiné cenou za nejlepší interiér.
V blízkosti památníku se nachází sousoší Památník dětských obětí války zpodobňující 82 dětí umučených ve vyhlazovacím táboře Chełmno. V pietním areálu na místě tragédie se nachází původní základy Horákova statku, na jehož zahradě byli lidičtí muži postříleni, pietní místo s obnovenými základy lidické školy a kostela sv. Martina.
Památník Lidice je příspěvková organizace Ministerstva kultury, jejímž posláním je péče a uchování památky na vyhlazení obce Lidice a osady Ležáky a utrpení jejich obyvatel, kteří se v červnu 1942 stali obětí nacistického násilí. Instituce zajišťuje péči o Národní kulturní památku (NKP) Památník Lidice, NKP Památník a pietní území Ležáků. Zpřístupňuje, udržuje a rozvíjí svěřené kulturní dědictví, pečuje o sbírky muzejní povahy zapsané v Centrální evidenci sbírek, včetně Lidická sbírka umění, věnuje se výstavní, edukační, publikační a prezentační činnosti za účelem šíření povědomí o vyhlazení obou míst. 

## Areál Památníku Lidice

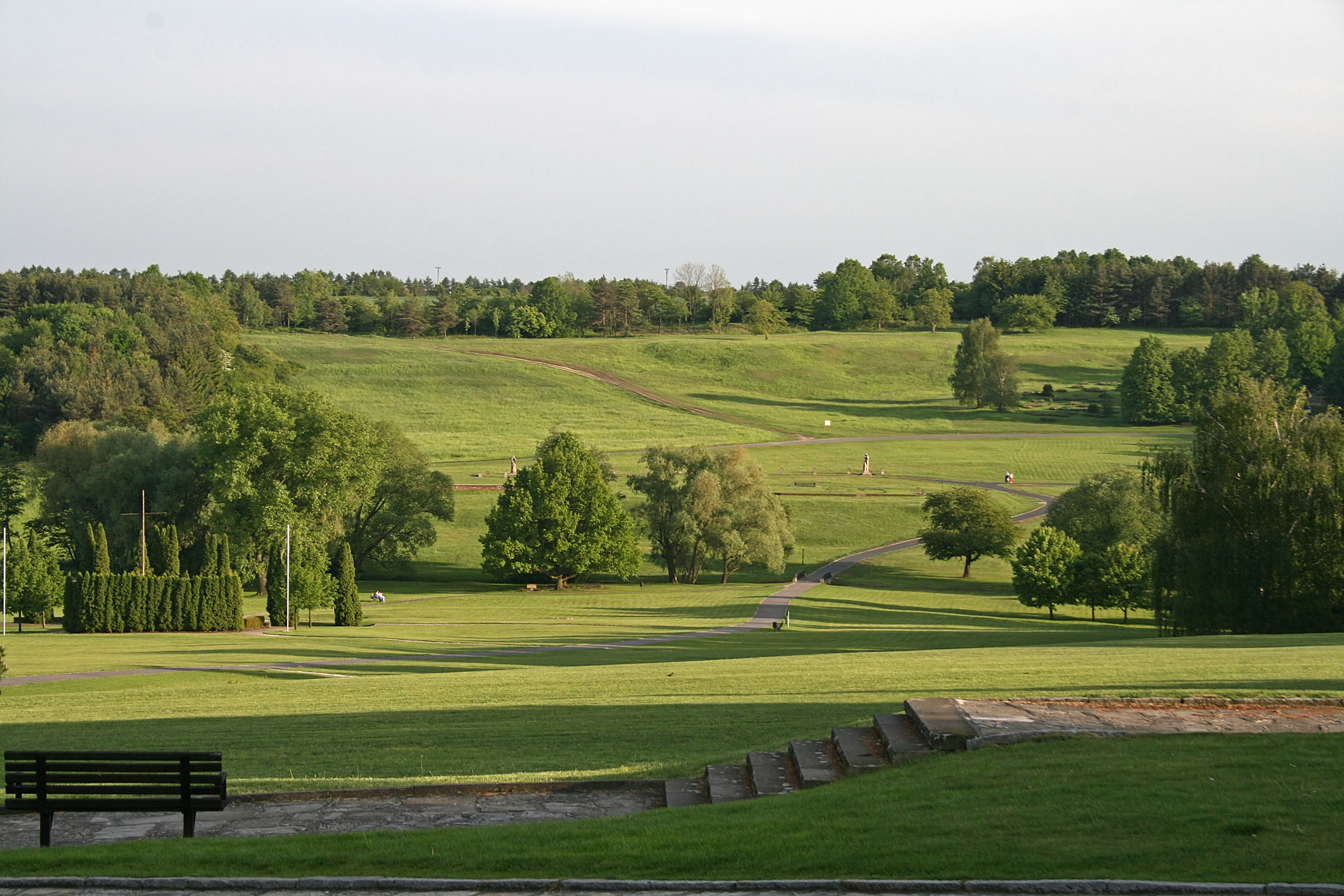
Pietní území v Lidicích

Areál Památníku Lidice se nachází v katastrálním území obce Lidice (asi 20 km severozápadně od centra Prahy) 

### Pietní území
Rozsáhlé pietní území, které je zapsáno na seznamu národních kulturních památek (č. 117 z roku 1962), patří k základní hodnotě Památníku Lidice. Místo, na kterém se rozprostírala původní obec, je jedním z klíčových nositelů paměti tragických událostí. Areál je celoročně volně a bezplatně přístupný veřejnosti. 
Na pietním území se nachází hromadný hrob lidických mužů, sochařská díla, základy Horákova statku (jediné základy původního objektu odhalené po 2. světové válce), obnovené základy kostela sv. Martina a školy, po válce obnovený hřbitov a několik pomníků připomínajících základní historické souvislosti. 
Autorem původního architektonického návrhu pietního místa je tým architektů pod vedením Františka Marka. Realizace prací vedoucích ke kultivaci zeleně a vytvoření a umístění architektonických a uměleckých prvků probíhala v letech 1947–1962. Nádvoří s glorietem působí jako vstupní brána na území bývalé obce, která byla ponechána ve strohé parkové úpravě a byla doplněna pouze několika architektonickými prvky. Původní hranice jsou lemovány stromovým porostem. Následně při rozsáhlé rekonstrukci v druhé polovině 80. let došlo k osazení sochařských děl autorů Bedřicha Stefana a Karla Lidického. Instalace dalších uměleckých děl byla zablokována přeživšími lidickými ženami, jelikož komunistický ministr kultury zamítl jejich žádost o instalaci díla akademické sochařky Marie Uchytilové nazvaného Památník dětských obětí války (1969–1989), které tak bylo do pietního území umístěno až v letech 1995–2000. 

### Muzeum

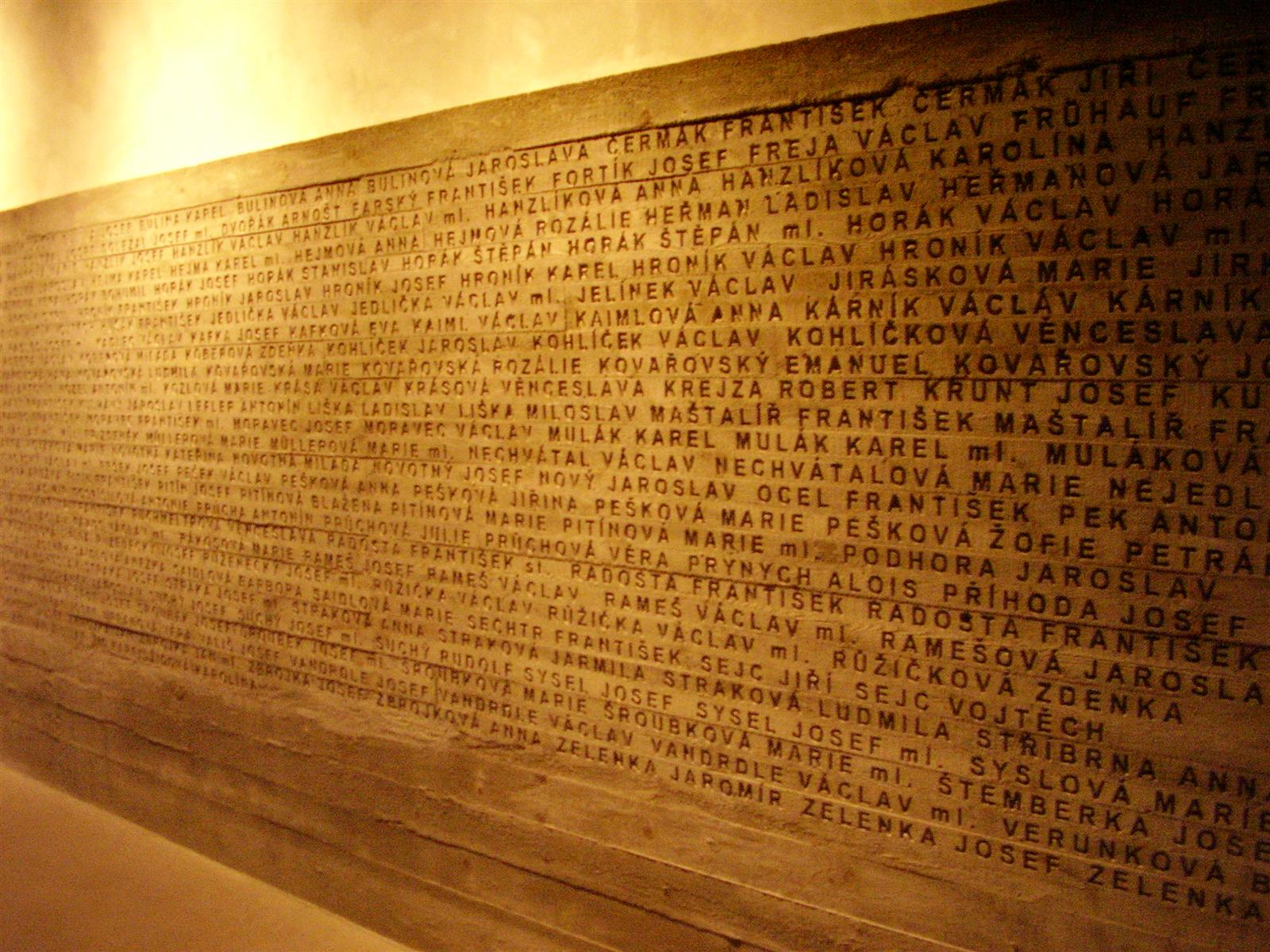
Část expozice A nevinní byli vinni…

Součástí vstupního komplexu na pietní území je budova muzea postavená v roce 1962 a rekonstruovaná v druhé polovině 80. letech minulého století. Za účelem dalšího rozšíření a modernizace prošla celkovou rekonstrukcí a dostavbou v letech 2002–2005. V roce 2019 bylo zjištěno, že stávající konstrukce budovy je z hlediska jejího zatížení nedostačující, proto byl v roce 2020 zahájen projekt, jehož cílem měla být sanace nosných konstrukcí. Dokončením projektu v roce 2022 byla zajištěna dlouhodobá životnost budovy.
V roce 2006 byla v muzeu otevřena dlouhodobá expozice „A nevinní byli vinni…“, jež byla ve stejném roce oceněna zvláštní cenou Gloria Musaealis v kategorii muzejní výstava roku a o rok později hlavní cenou Český interiér udělenou Českou komorou architektů a již neexistující organizací DESIGN CENTRUM České republiky. Autory expozice jsou Mgr. Bohumír Prokůpek, Dr. Eduard Stehlík, Mgr. Michal Burian, Dr. Jiří Žalman a Pavel Štingl. Celé muzeum památníku, které je půvdním dílem architekta Františka Marka z roku 1962, dále zahrnuje dvě výstavní síně a samostatnou expozici, kde je vystavena původní hasičská stříkačka.

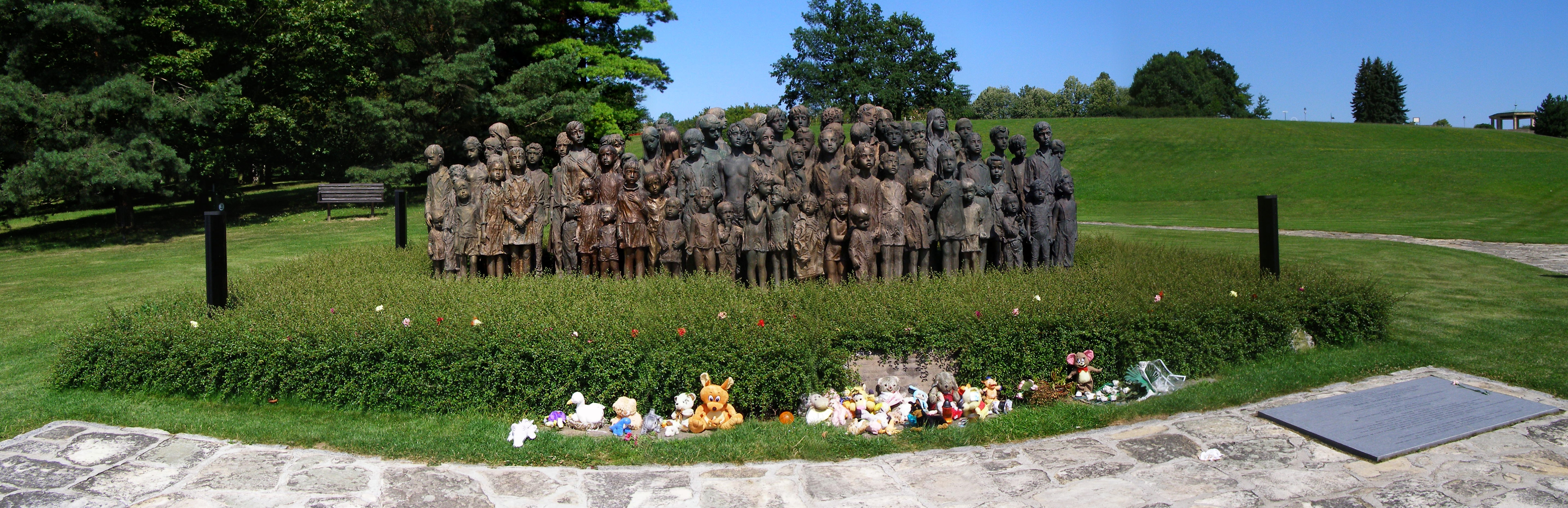
Památník dětských obětí války

Celý objekt je volně přístupný z několika směrů a to od pietního místa (dnes silnice Makotřasy-Hřebeč), od parkoviště na ulici 10. června 1942 naproti Růžovému sadu, či od parkoviště na silnici č. 61 směr Kladno vedoucí od sjezdu u obce Makotřasy z dálnice D7.

### Památník dětských obětí války

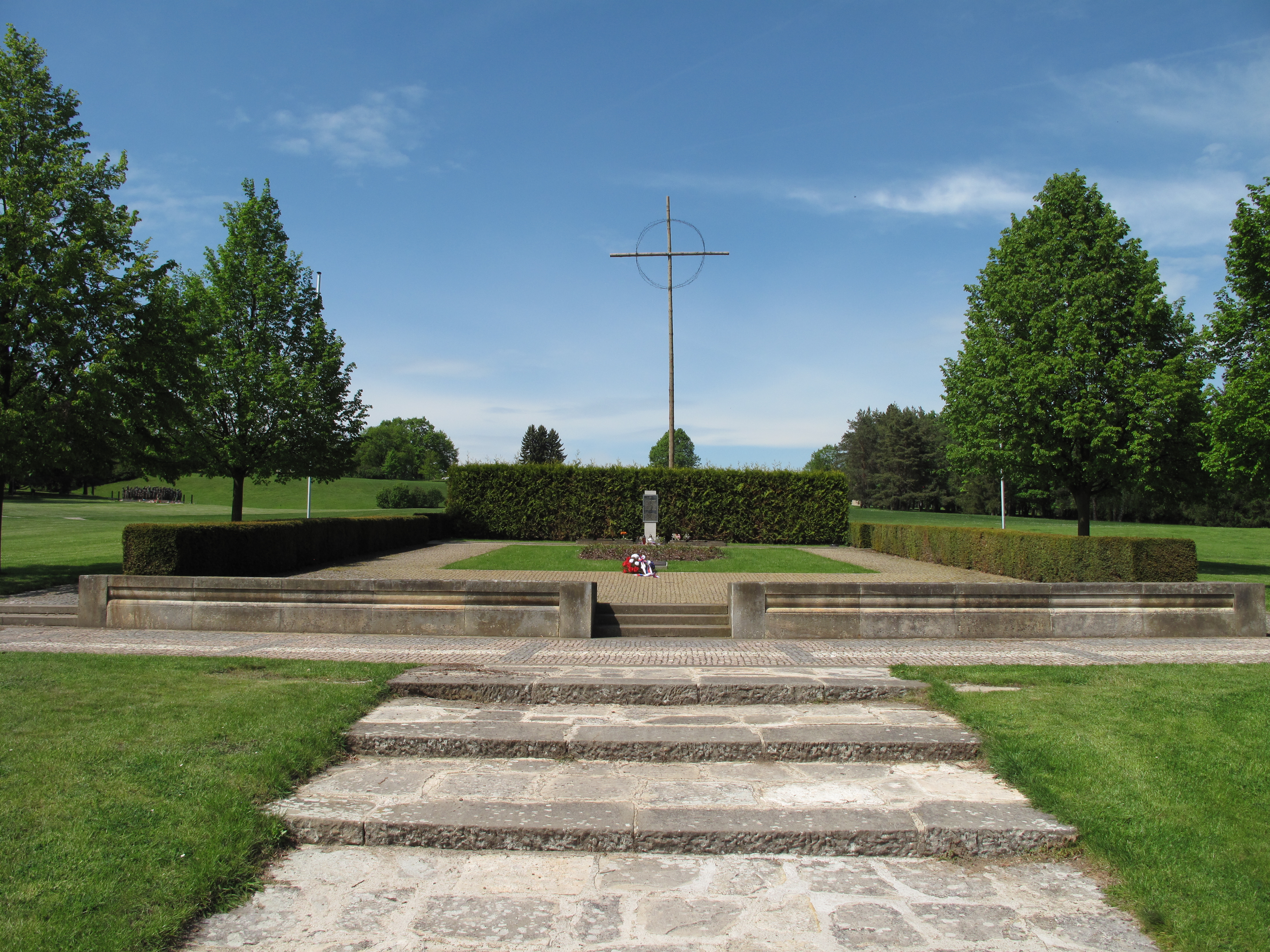
Společný hrob lidických mužů

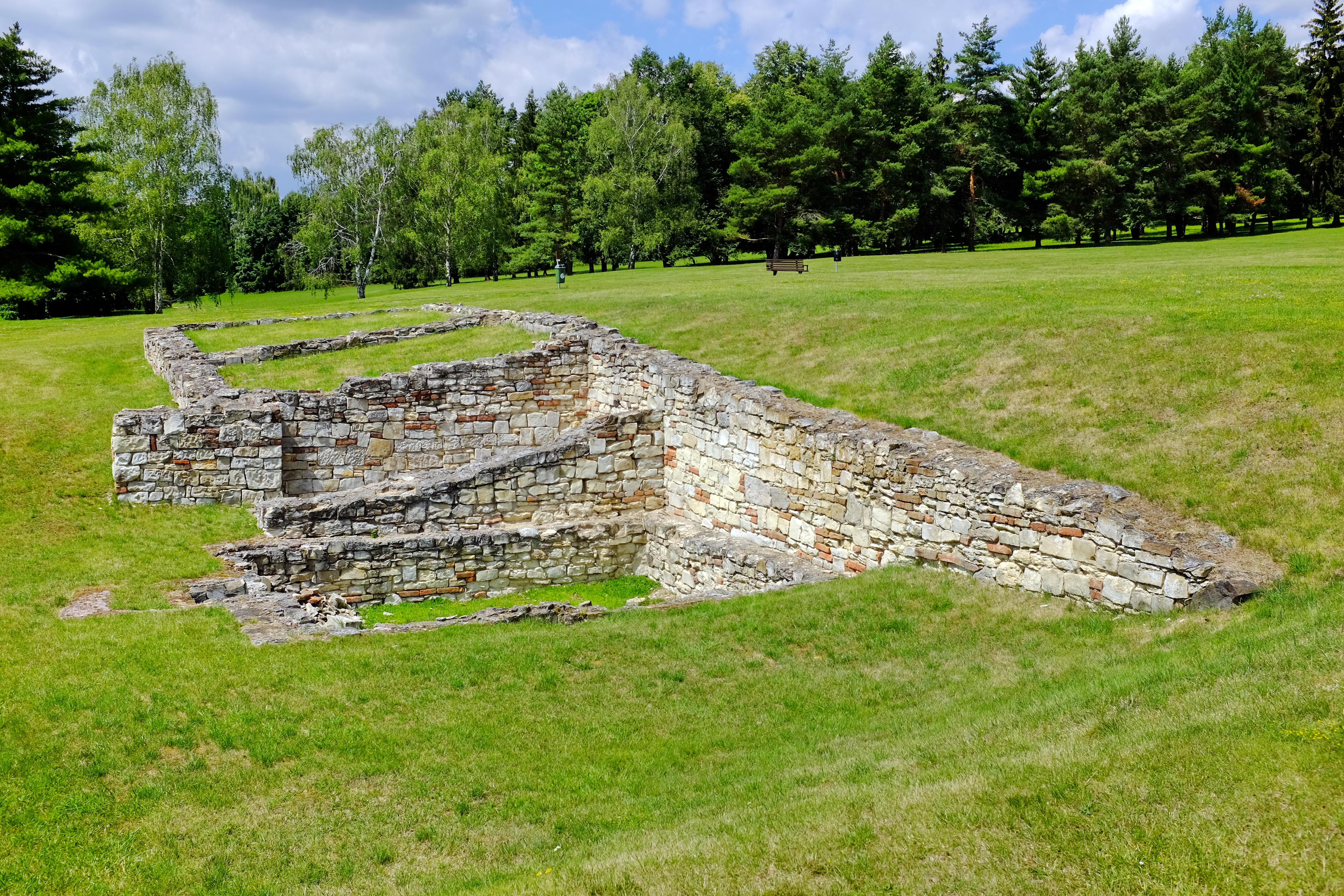
Pozůstatky Horákova statku

Sochařské dílo Památník dětských obětí války akademické sochařky Marie Uchytilové je osazený na místo v roce 2000 je tvořen kompozicí 82 soch zobrazujících lidické děti, jež byly zavražděny nacisty v červenci 1942 ve vyhlazovacím táboře Chełmno. 

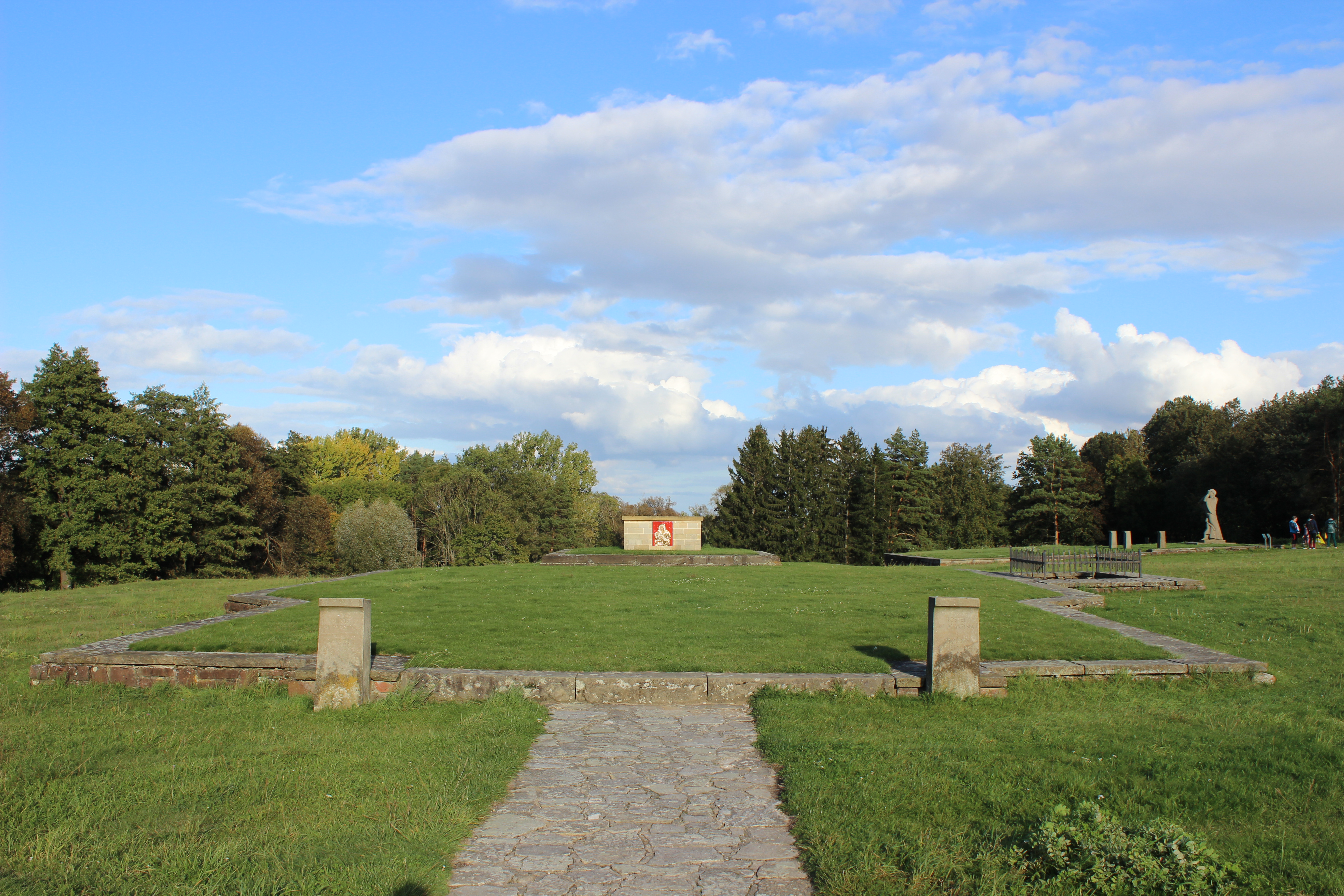
Pozůstatky kostela sv. Martina

Vytvořit dvaaosmdesát dětských soch v nadživotní velikosti jí trvalo dvě desetiletí. Ateliér, kde památník vznikal, za tu dobu navštívily desetitisíce lidí z celého světa. Spontánně se začaly sbírat finanční prostředky na realizaci sousoší, které již tehdy oslovovalo každého, kdo ho spatřil.
V březnu 1989 dokončila autorka dílo v sádře, avšak z vybraných finančních darů nikdy nic nedostala. První tři sochy tak odlila do bronzu ze svých vlastních úspor. Bohužel na podzim roku 1989 nečekaně umřela. Své životní dílo tak spatřila umístěné v Lidicích jen ve své vlastní představě.
Od roku 1990 pokračovali v úsilí o odlití památníku do bronzu její manžel Jiří V. Hampl, její dcera Sylvia Klánová, paní Anna Nešporová z Lidic a spolky v Praze a v Plzni za tímto účelem založené. Na jaře 1995 byla na vyznačeném terénu zhotovena betonová podstava obložená žulovými deskami a poté přišla ta dlouho očekávaná chvíle. Ke svým matkám do Lidic se navrací 30 dětí v bronzové podobě.
Od léta 1996 se s různým časovým odstupem instalovaly další sochy. Posledních 7 bylo odhaleno v roce 2000. Nyní se tu do údolí dívá 42 dívek a 40 chlapců zavražděných v roce 1942.

### Růžový sad míru a přátelství

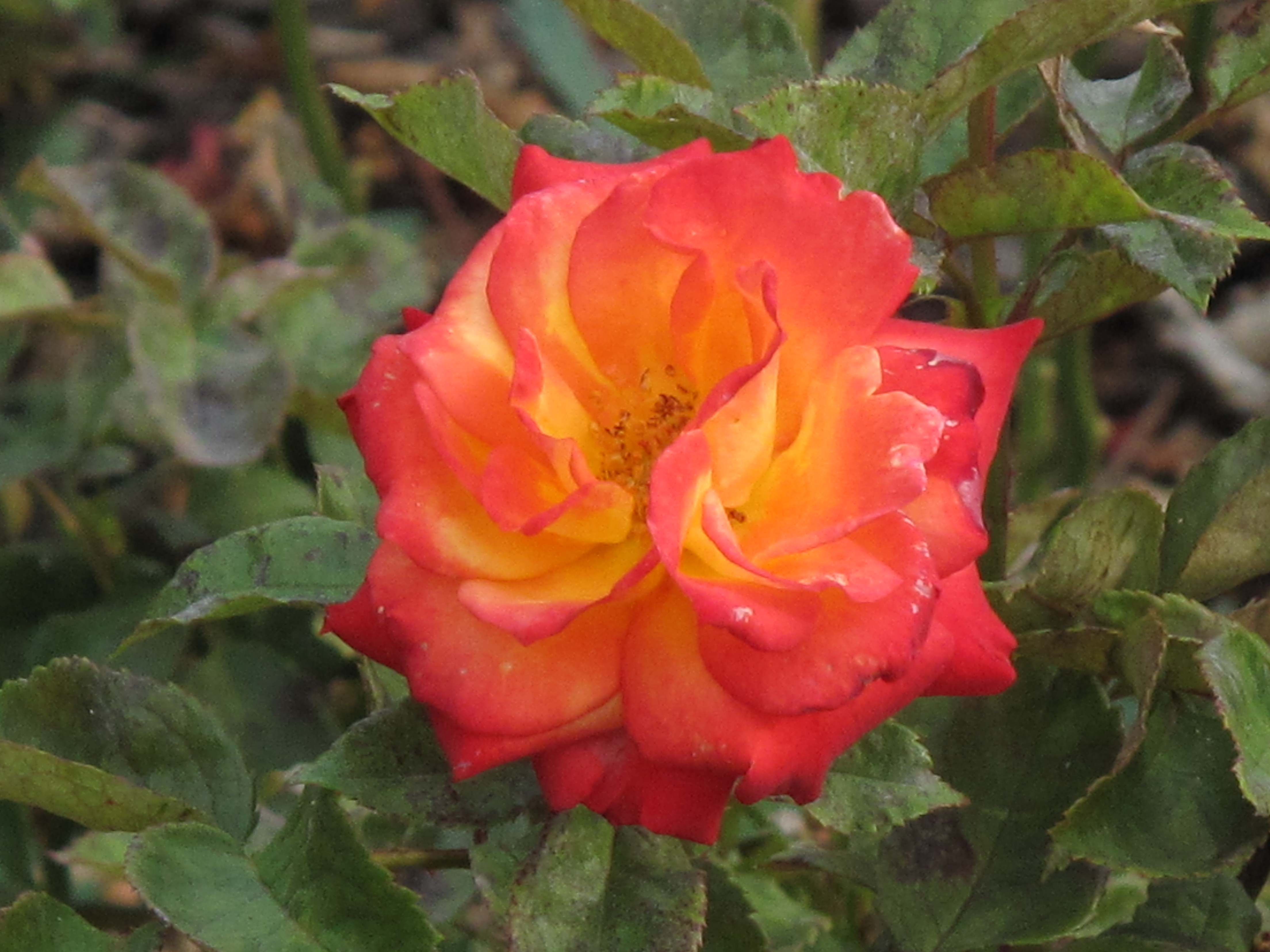
Velkokvětá růže odrůdy 'Samba' součástí Záhonů úcty k obětem z řad lidických dětí

Pomyslným mostem mezi historií a současností obce Lidice se stal Růžový sad založený v roce 1955 sirem Barnettem Strossem. Vznik sadu inicioval jím vedený britský spolek Lidice shall live (česky Lidice budou žít). Sad byl realizován dle návrhu architekta Františka Marka a Doc. Dr. Ing. Bohumila Kavky. V padesátých a šedesátých letech 20. století byly do sadu darovány stovky růží z celého světa. Péče o sad je nejnáročnější činností z pohledu údržby zeleně. Tato skutečnost se nejcitelněji projevila v 90. letech 20. století, kdy sad ve správě obce zcela zanikl, neboť se v rámci obecního rozpočtu nedařilo vyčlenit dostatečné finanční prostředky pro jeho pravidelnou údržbu. Až po roce 2000, se vznikem Památníku Lidice jako příspěvkové organizace Ministerstva kultury ČR, byl sad znovu obnoven podle návrhu Pavla Bulíře. Dnes má ojedinělé rozárium, v němž je vysazeno na 24 tisíc růžových keřů, zhruba 240 odrůd. V roce 2015 byl sad zařazen do prestižního seznamu Garden of Excellence. 

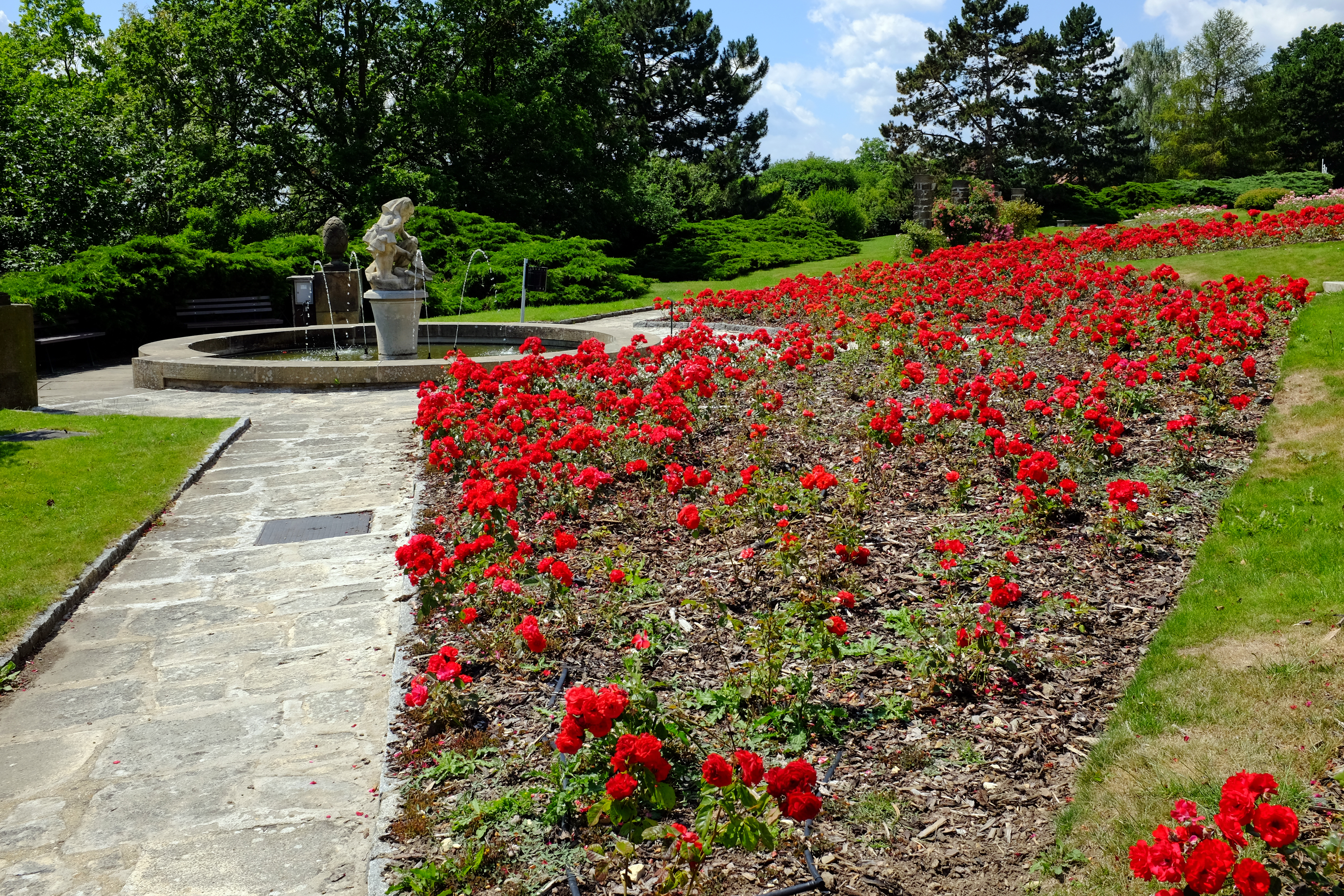
Růžový sad

Charakter sadu má vyjadřovat různé pohnuté události v historii starých Lidic. Centrálním motivem Sadu je červená rozkvetlá růže, charakterizující svojí barvou krev a oheň, ale také vyhlazení Lidic v době květu růží; pokleslé listy symbolizují smutek ze zmařených životů. Růže vyrůstá u fontánky s pískovcovým sousoším „Mír“ sochaře Karla Hladíka z roku 1955. Její stonek je tvořen cestou procházející také přes půlkruhový památník obcím, které potkal podobný osud jako Lidice od sochaře Bedřich Stefana. Dále se rozprostírá samotný květ ve směru ulice 10. června 1942 a sloupu míru. Dalšími motivy jsou poupě v západní části zahrady, charakterizující nerozvinuté životy lidických dětí; květ na východní straně zahrady pak připomíná útrapy Lidických žen – jak těch co o svůj život přišly v koncentračních táborech (tmavočervené růže), tak těch co se navrátily do Lidic. Dalšími motivy jsou především obrysy původních Lidic v tzv. „záhonech dárců“. Sad není tvořen pouze růžemi, ale i dalšími rostlinami – výrazný je buxus oddělující jednotlivé růžové parcely.

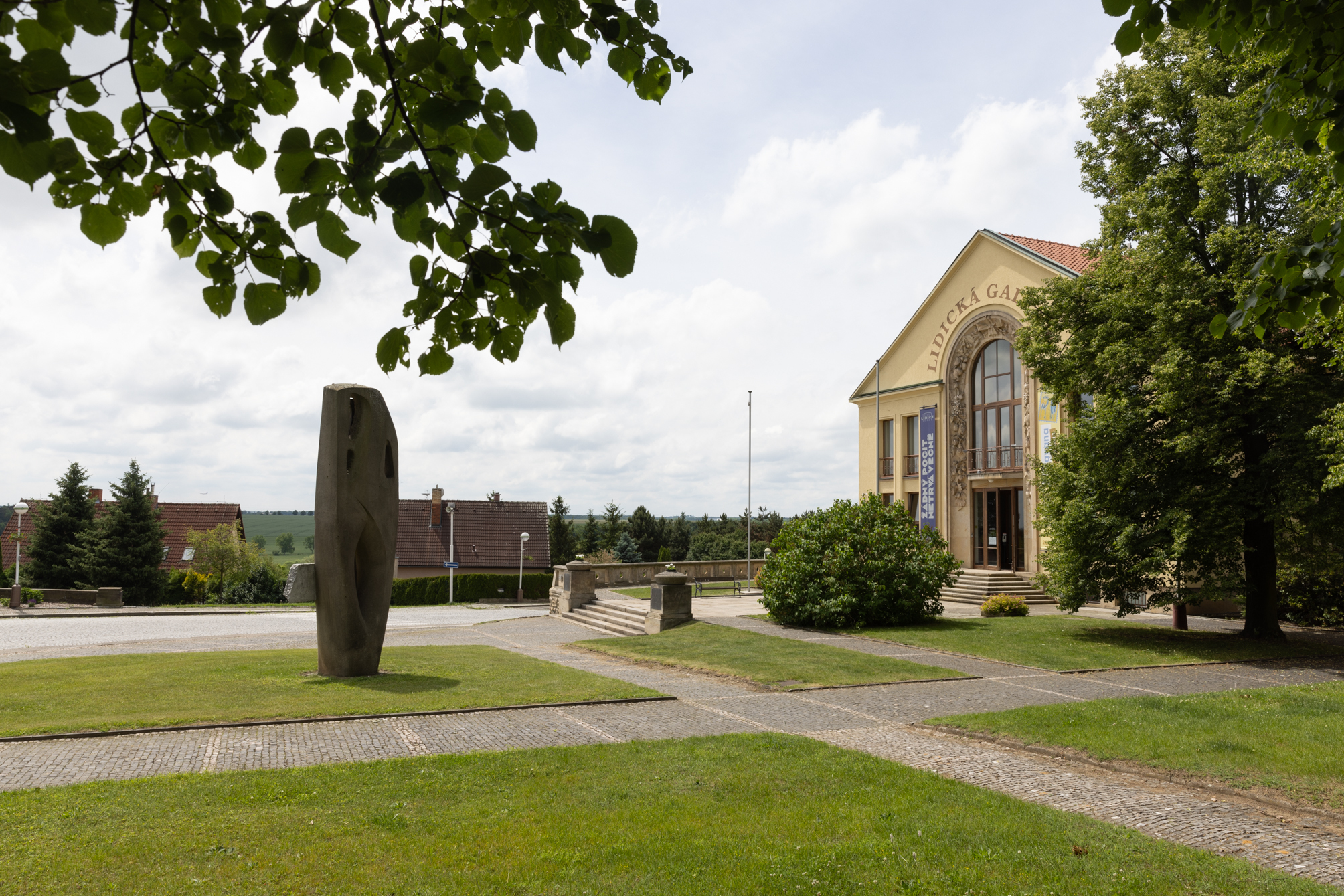
Lidická galerie a okolí

### Lidická galerie
Nachází se v prostorách původního kulturního domu v centru obce Lidice. Disponuje výstavními prostory stálé expozice Lidické sbírky umění, její nejnovější instalace „Oslava života“ byla otevřena v březnu 2024 a každý rok je pravidelně obměňována. V 1. patře je prostor pro krátkodobé výstavy. V době od června do ledna se zde koná „Mezinárodní dětská výtvarná výstava Lidice“ (od roku 1972), zbylou část roku slouží expozice k prezentaci výstav určeným výhradně dětem. Dále se v objektu nacházejí prostory ředitelství Památníku Lidice, edukační prostory a depozitáře.

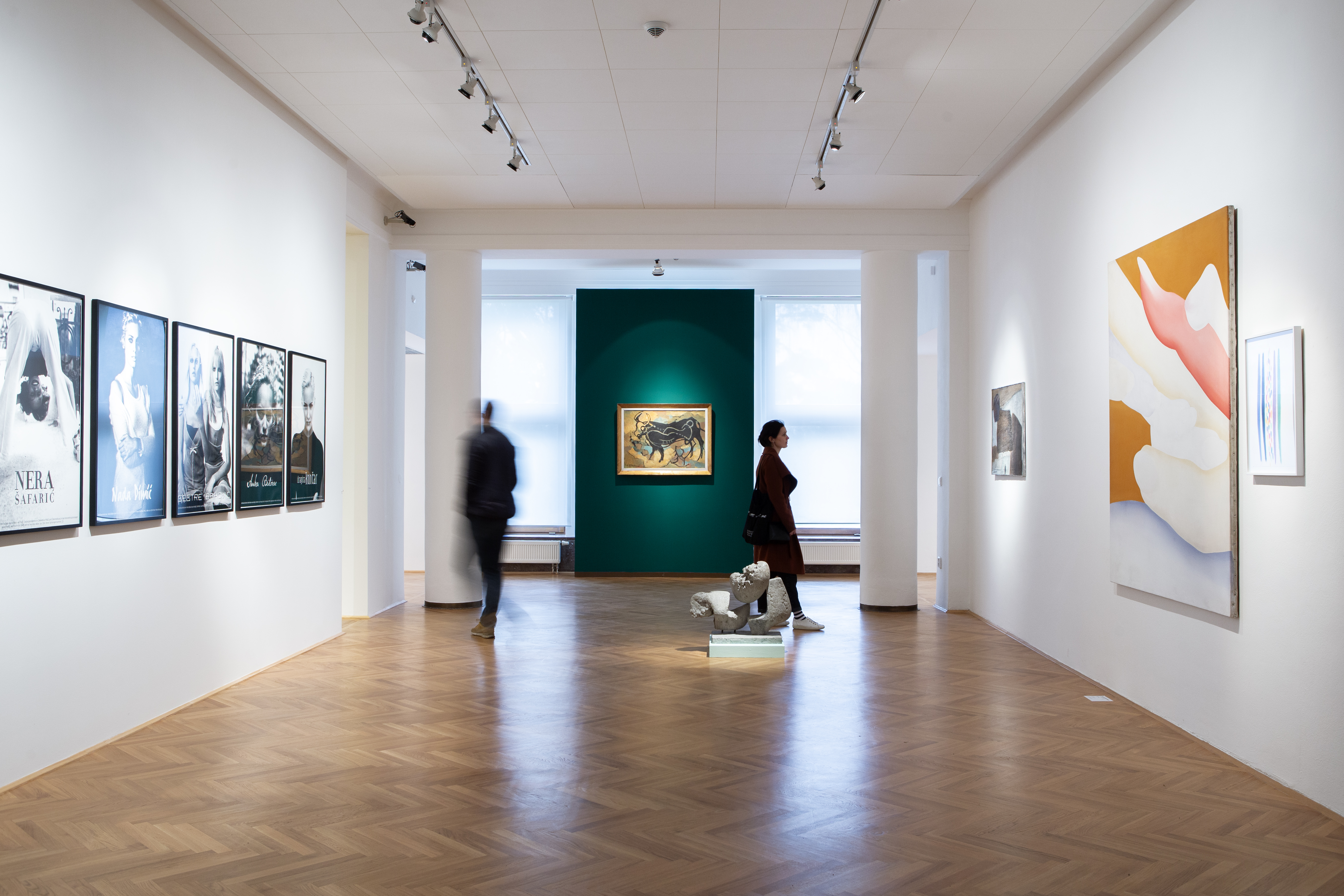
Pohled do instalace Lidické sbírky umění v Lidické galerii (2025)

### Lidická sbírka umění
Lidická sbírka umění, spravovaná Památníkem Lidice, představuje unikátní solidární kolekci založenou v 60. letech 20. století britským lékařem sirem Barnetta Strosse jako vyjádření solidarity s obětmi nacistického teroru a jako oslava života, který se do obce po válce vrátil.

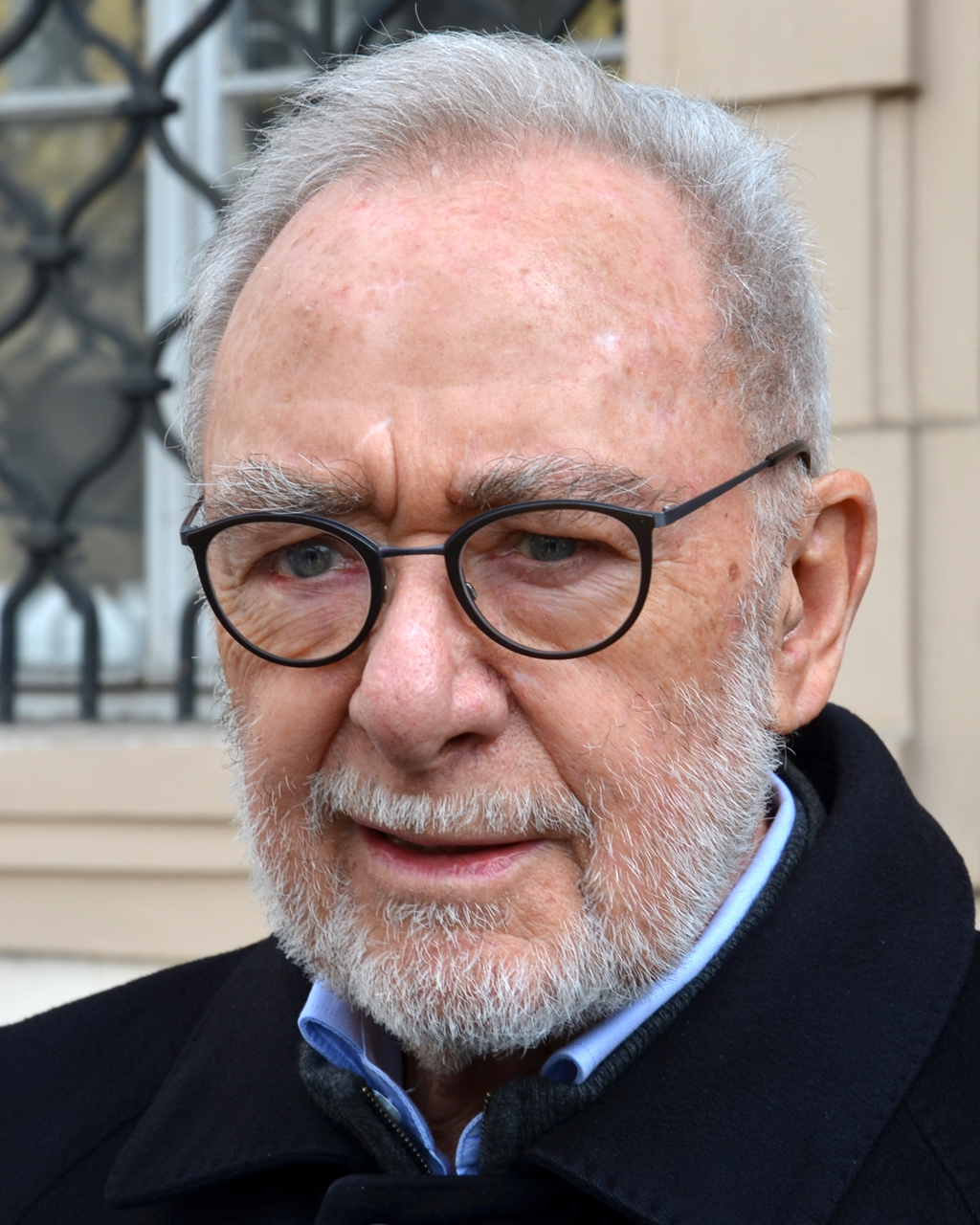
Gerhard Richter, autor díla "Onkel Rudi", které patří do Lidické sbírky umění

Sbírku tvoří dary umělců z celého světa, mezi nimiž figurují Gerhard Richter, Mona Hatoum, Joseph Beuys či české autorky Eva Kmentová a sestry Jitka a Květa Válovy. V Lidické galerii je instalována stálá expozice představující hlavní díla kolekce, kterou doplňují pravidelné tematické výstavy reflektující aktuální společenské otázky.
V posledních letech dochází k většímu otevírání Lidické sbírky umění jak vůči odbornému publiku, tak vůči široké veřejnosti. Od roku 2003 organizuje sbírka širokou škálu výstavních a veřejných programů. Od 2024 probíhá rozsáhlá digitalizace sbírky a od roku 2025 organizuje Lidická sbírka umění rezidenční programy pro pracovníky KKS z méně privilegovaných skupin. V posledních letech se sbírce též povedlo navázat spolupráci s Národní galerií Praha, Kunsthalle Vídeň, MoCA Skopje či a Univerzitou Jana Evangelisty Purkyně v Ústí nad Labem. 

### Mezinárodní dětská výtvarná výstava Lidice
Mezinárodní dětská výtvarná výstava Lidice (MDVV Lidice) byla založena v roce 1967 k uctění památky dětských obětí z české obce Lidice, zavražděných německými nacisty, a všech dalších dětí, které zahynuly ve válečných konfliktech. Expozice se nachází v prvním patře Lidické galerie.

### Rodinný dům 116
Roku 2013 se podařilo získat do majetku Památníku Lidice jeden z domů, které byly postaveny v 50. letech 20. století pro přeživší lidické ženy a děti. Dům byl ve zcela původním stavu, což přispělo i k rozhodnutí pro rekonstrukci v autentické podobě. Po jejím provedení zde byla 14. prosince 2017 slavnostně otevřena expozice „Stavíme nové Lidice“. Vedle toho se zde dále nacházejí i kancelářské a vzdělávací prostory.  V roce 2023 byl dům přidán na seznam architektonických skvostů mezinárodní platformy Iconic Houses.

## Historie

### Původní obec Lidice

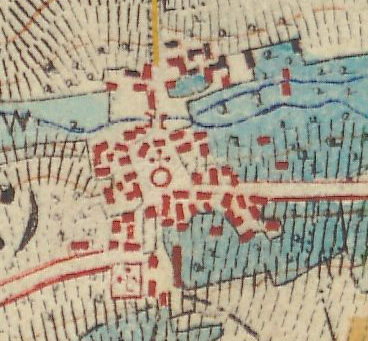
Lidice na mapě 3. vojenského mapování z roku 1878 (měřítko 1:25000). Silnice, spojující obec s Hřebčí a Buštěhradem, byla vybudována v roce 1875

Nejstarší zmínka o vsi pochází z roku 1318. Původně je doložena pod názvem Ludice. Po celá staletí byly Lidice obyčejnou nevelkou zemědělskou vsí v mělkém údolí Lidického potoka, příslušející k buštěhradskému panství. Nejvýznamnější památkou a dominantou obce byl barokní farní kostel sv. Martina. Významnější nárůst obce přišel až s rozvojem hornictví a hutnictví na Kladensku ve 2. polovině 19. století. V roce 1932 bylo ve vsi evidováno 512 obyvatel, poštovna, katolický kostel a tyto živnosti a obchody: 3 hostince, kolář, kovář, krejčí, mlýn, obuvník, povozník, 8 rolníků, 3 obchody se smíšeným zbožím, trafika, obchod s uhlím.

### Vyhlazení Lidic
Vyhlazení Lidic byl odvetný akt nacistické okupační moci za atentát na zastupujícího říšského protektora Reinharda Heydricha, jednoho z hlavních organizátorů Holokaustu, započatý v noci z 9. na 10. června 1942 na nevinných obyvatelích středočeské obce Lidice. Jedná se o jeden z nejvíce světově známých válečných zločinů spáchaných na obyvatelích Protektorátu Čechy a Morava během druhé světové války. V rámci akce byly Lidice srovnány se zemí, včetně destrukce stromů a hrobů. Všichni muži nad 15 let (173 osob) byli popraveni, ženy deportovány do koncentračního tábora Ravensbrück a děti odvlečeny, jen několik málo z nich bylo později nalezeno a vráceno. Většina z celkem 105 dětí skončila ve Vyhlazovacím táboře Chełmno, kde byla zavražděna. Obec byla vybrána na základě výslechu Anny Maruszczákové, která dostala dopis spojovaný s atentátníky, i když se později ukázalo, že nešlo o skutečné spojení. Z původních 503 obyvatel přežilo pouze 164. Plán na Vyhlazení Lidic byl schválen Adolfem Hitlerem a proveden na návrh státního tajemníka úřadu říšského protektora K. H. Franka jako exemplární trest během tzv. heydrichiády.

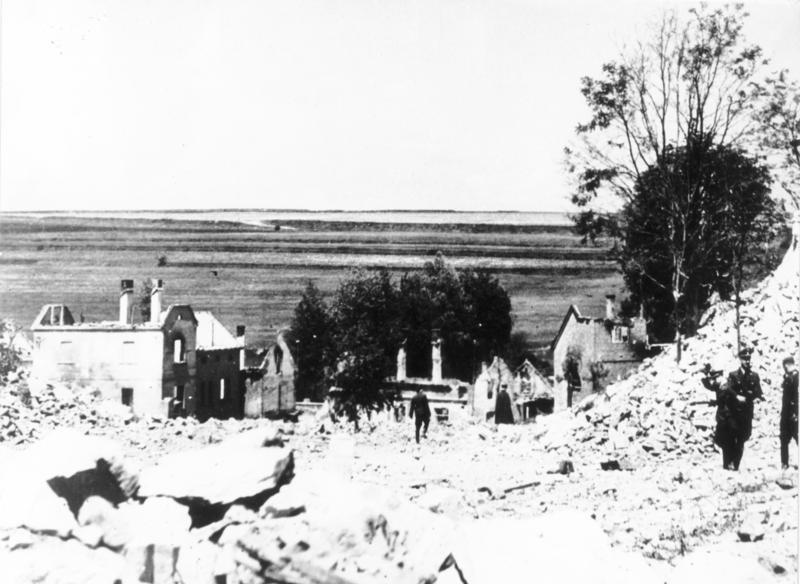
Ničení Lidic, červen 1942

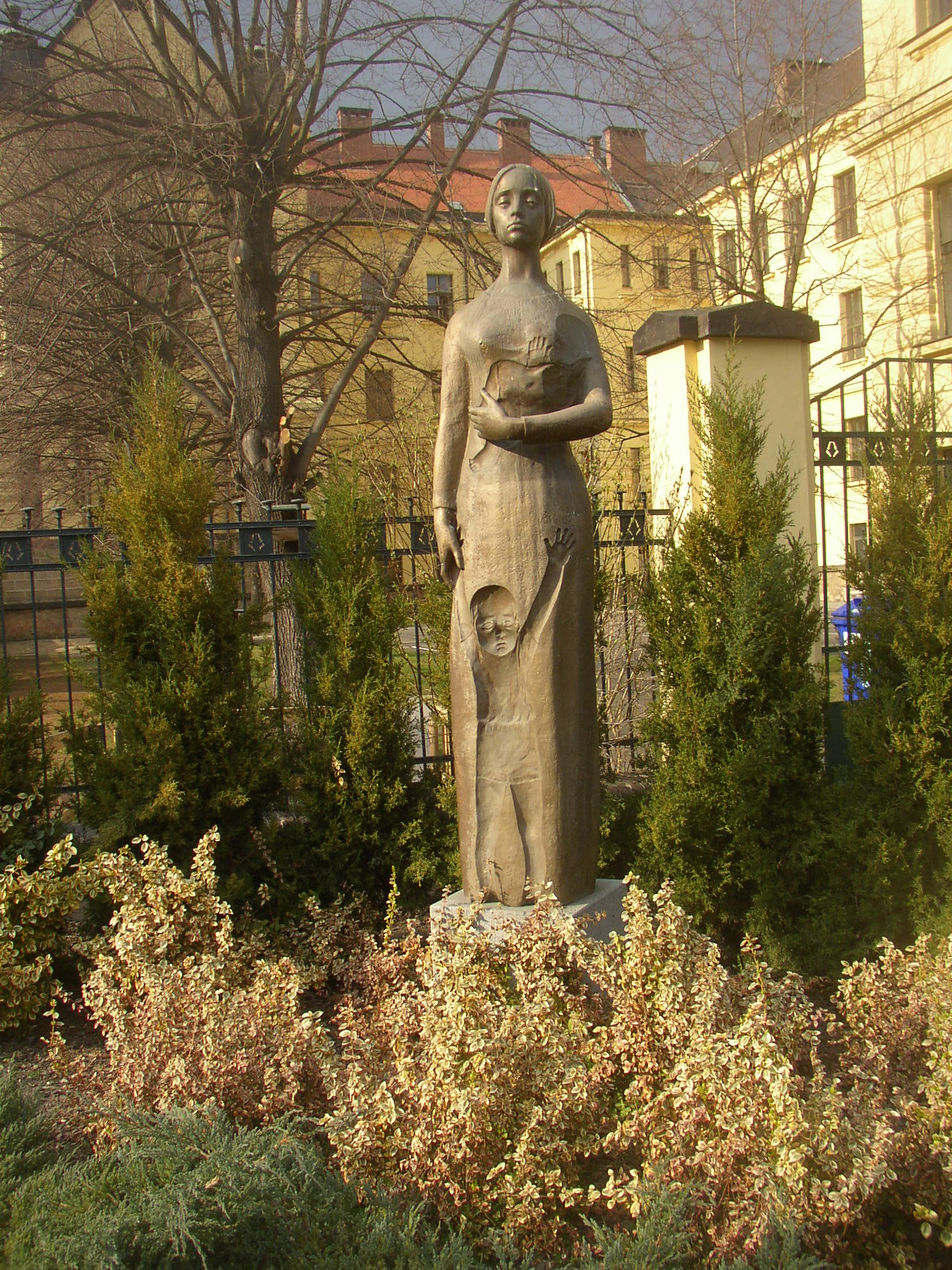
Memoriál lidických žen a dětí před kladenským gymnáziem

### Ohlas na lidickou tragédii

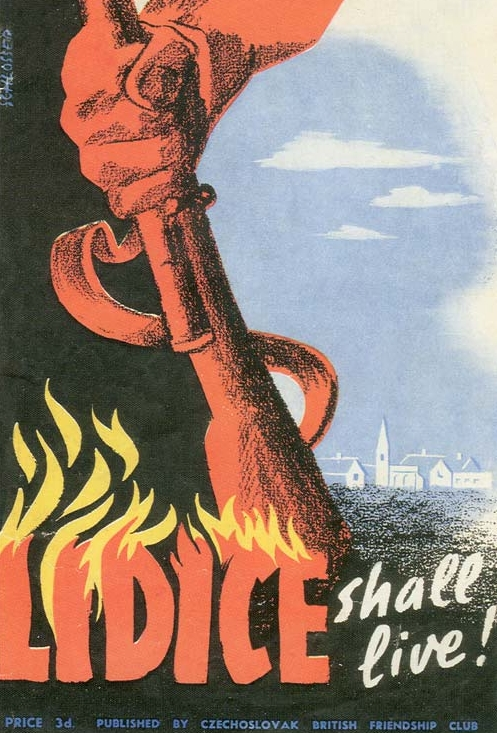
Plakát britského dělnického hnutí Lidice shall live (česky Lidice musí žít), které vzniklo několik měsíců po lidické tragédii

Lidická tragédie dosáhla ohlasu již v roce 1942. Několik obcí se nechalo přejmenovat na Lidice (např. město Stern Park Gardens, Illinois, USA; město San Gerónimo, Mexiko či obec Villa Parada v Brazílii), byly přejmenovávány ulice, náměstí; pojmenovávány děti po Lidicích. Dne 6. září 1942 vzniklo hornické hnutí Lidice Shall live (česky Lidice musí žít), které později sehrálo významnou roli v rozvoji nových Lidic. Po válce byly předány peníze na výstavbu nových Lidic. Člen hnutí Barnett Stross inicioval vznik Růžového sadu. V roce 1991 pak uspořádalo sbírku s názvem Strom pro Lidice. Ze sesbíraných prostředků bylo v okolí Lidic vysázeno 6 000 stromů. Zpráva o vyhlazení Lidic také pomohla československé exilové vládě v jejím snažení o zrušení Mnichovské dohody a tak 5. srpna 1942 odvolala Velká Británie svůj podpis a o pár dní poté také Francie.

## Areál Památníku Ležáky
Areál Památníku Ležáky se nachází na Chrudimsku, u obce Miřetice na území bývalé osady Ležáky (asi 30 km jižně od centra Pardubic).

### Pietní území
Pietní území v Ležákách je na seznamu národních kulturních památek zapsáno pod číslem 149 z roku 1978. Jeho ztvárnění bylo realizováno podle architektonického návrhu architekta Ladislava Žáka po roce 1946, avšak nikdy nebylo zcela dokončeno. Je tvořeno zvýrazněnými půdorysy původních domů se specifickými stélami (tzv. hrobodomy) a stejně jako pietní území v Lidicích je základním kamenem paměti tragického příběhu osady Ležáky. Nachází se mezi obcemi Miřetice a Dřeveš v okrese Chrudim na obou březích potoka Ležák. Součástí architektury území je také muzeum a minigalerie nacházející se nedaleko Lomu mučedníků. Významným přírodním prvkem pietního území je také rybník Ležák, u jehož břehu se nachází přírodně chráněný biotop. Od roku 2008 je tato národní kulturní památka ve správě Památníku Lidice.  

### Muzeum
Idea stavby muzea na pietním území v Ležákách pochází od architekta Ladislava Žáka. Muzeum bylo součástí jeho projektu architektonického řešení pietního prostoru ze 40. let 20. století. Přestože se muzeum v projektu objevilo, k jeho výstavbě v rámci druhé etapy úprav v 60. letech nakonec nedošlo. Po zestátnění stavebního průmyslu v 60. letech byly všechny architektonické úpravy pietního území projednávány a prováděny státním podnikem Stavoprojekt. V této době bylo také rozhodnuto o stavbě objektu muzea, které bylo dokončeno v roce 1966 a otevřeno v roce 1971. Autory projektu muzea byli architekti Driml a Klimeš.

V roce 2008 započala rozsáhlá rekonstrukce celého objektu. Investorem byl Památník Lidice, který ke spolupráci přizval Mgr. Bohumíra Prokůpka a ateliér Pinkas - Žalský architekti. O rok později u příležitosti zahájení nové návštěvnické sezóny bylo zmodernizované muzeum slavnostně představeno veřejnosti. Muzeum je obloženo žulovými deskami a je průhledné díky celoprosklené průčelní stěně, kterou lze pohlížet na prostor lomu, kde byli obyvatelé před odvezením na popraviště shromažďováni. Uvnitř naleznou návštěvníci promítací sál, kde je možné zhlédnout dokument o ležácké tragédii a multimediální expozici s názvem Ležáky, osada, která nemlčela... seznamující návštěvníky se životem a osudy obyvatel osady a jejím zničením na pozadí klíčových dobových událostí. 

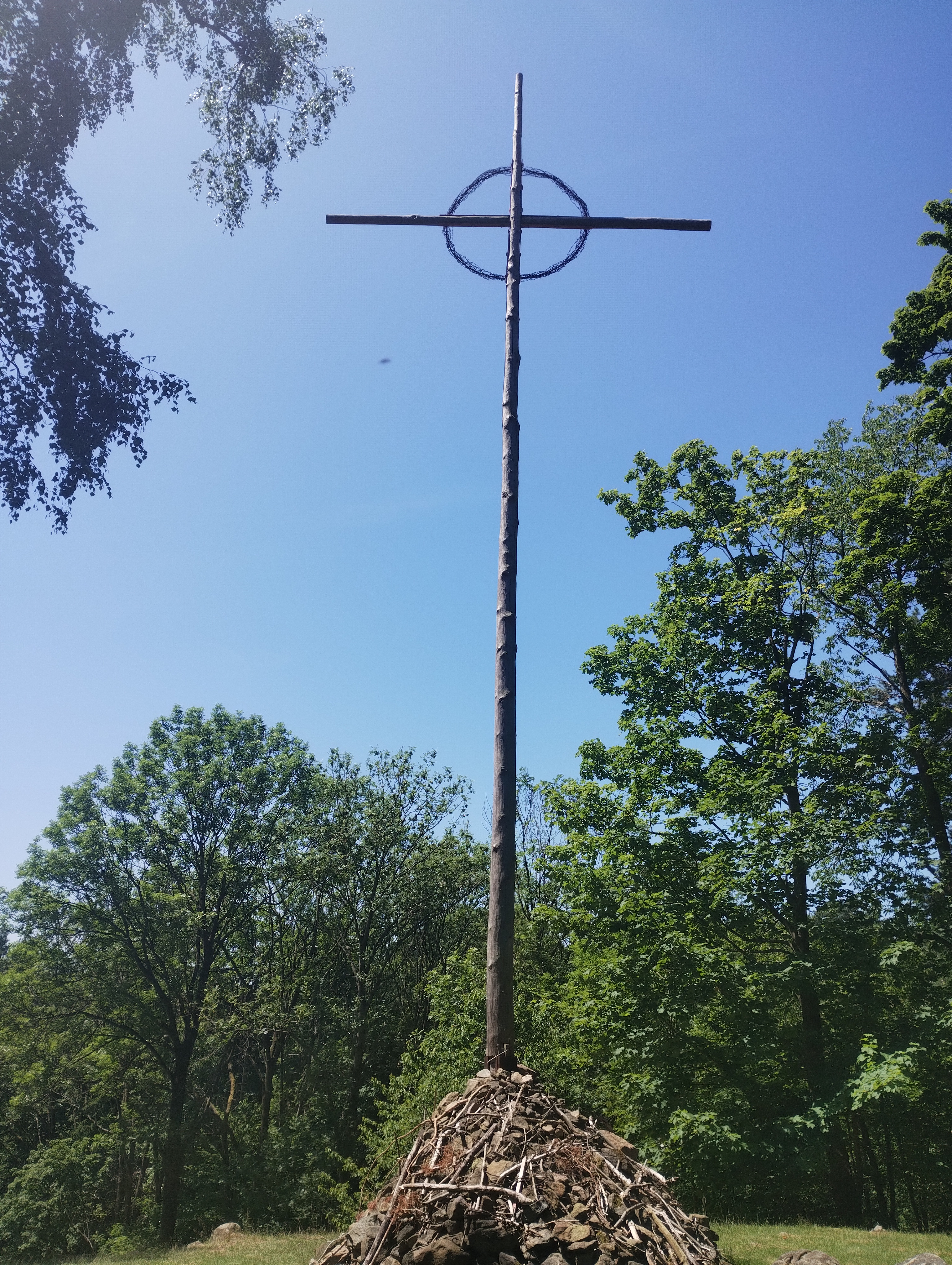
Dřevěný kříž v Ležákách

### Minigalerie
Součástí komplexu budov je také prostor minigalerie, kde jsou prezentovány zejména putovní výstavy související s historií Ležáků i širšími souvislostmi druhé světové války.

### Historie
Ležáky byla malá osada o devíti domech na hranici mezi nynějšími obcemi Miřetice a Vrbatův Kostelec. První písemná zmínka o existenci lidí v této lokalitě spadá do roku 1651, kdy se místní mlýn váže k přestavlckému statku. Později pak přibývají stavení i obyvatelstvo. Jelikož je kraj chudý, obyvatelé se živí těžbou kamene a jeho opracováním v místních dolech, ženy pak prodejem výšivek. V březnu roku 1939 zakládají místní obyvatelé odbojovou organizaci Čenda. V roce 1942 z nedalekého lomu Hluboká a z místního Švandova mlýna za podpory členů Čendy vysílá radiostanicí Libuše radista Jiří Potůček ze skupiny Silver A informace do Londýna. Na základě této spolupráce pak byly Ležáky 24. června 1942 vyhlazeny. Osada byla nacisty vypálena, její obyvatelé popraveni a děti transportovány do koncentračního tábora Lodž (dvě z děti byly dány na převýchovu, ostatní byly usmrceny).
Po válce vzniklo na území bývalé osady pietní území podle návrhu architekta Ladislava Žáka, který kamennými památníky zdůrazňoval především místa, kde stály domy (tzv. "hrobodomy"), opodál pak stojí pomníky se jmény osob spojených s ležáckou tragédií. Později byly doplněny další objekty, již mimo koncepci vypracovanou Ladislavem Žákem.

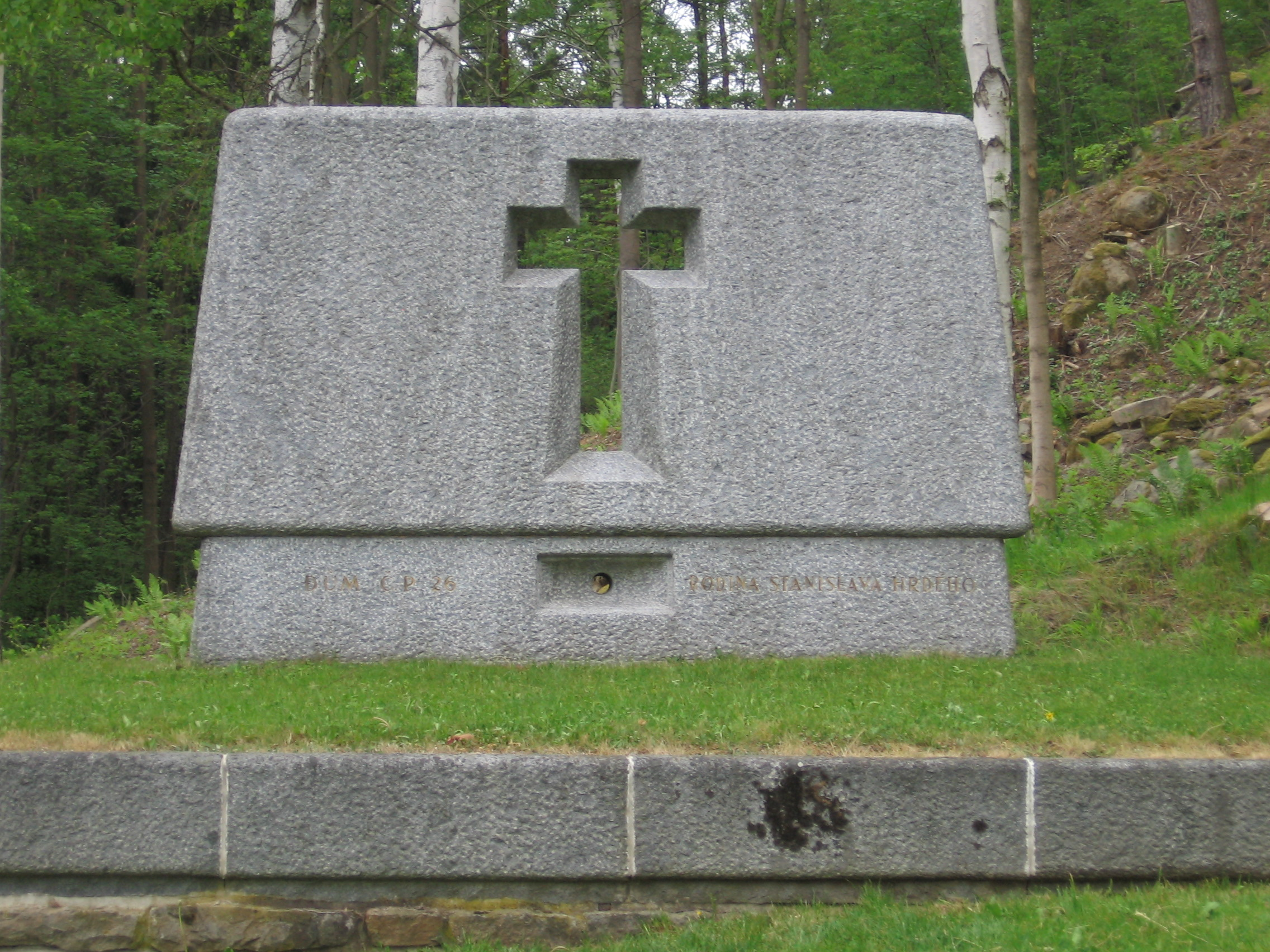
Pomník v místech, kde stál dům čp. 26 patřící k Habrovči. Bydlela zde rodina kameníka Stanislava Hrdého

V letech 2008–2009 došlo k poslední rekonstrukci celého pietního území. Součástí pietního území jsou například Kniha obětí, jehlan, či dřevěný kříž vztyčený již v roce 1945 nad osadou.
V roce 2018 stát odkoupil pozemky, na kterých se nachází příjezdová cesta k muzeu a bývalé lomy, kde obyvatelé Ležáků čekali na popravu, od soukromých vlastníků.